# Университет Роуэна
Университет Роуэна (англ. Rowan University) — университет в городе Глассборо, штат Нью-Джерси.
Основан в 1923 году как учительский колледж. В 1958 году преобразован в государственный колледж Глассборо. В 1992 году ровесник колледжа Генри Роуэн, владелец компании по производству плавильных котлов, пожертвовал колледжу 100 миллионов долларов — самая крупная сумма единовременного пожертвования общественному учреждению в истории американской благотворительности; колледж был назван его именем, а в 1997 году получил статус университета.
Заметная страница в истории университета — состоявшаяся здесь 23-25 июня 1967 года встреча президента США Линдона Джонсона с председателем Совета министров СССР Алексеем Косыгиным. Колледж в Глассборо был выбран как находящийся посередине между Вашингтоном, где находился президент, и Нью-Йорком, где Косыгин выступал на сессии ООН.